# Eria lasiopetala
Eria lasiopetala é uma espécie de orquídea (Orchidaceae) do Sudeste Asiático.